# Gérard Noiret
Pour les articles homonymes, voir Noiret.
Gérard Noiret est un poète et romancier français né en 1949.

## Parcours
Auteur de recueils de poésie et de romans, certains de ses textes ont été portés à la scène ou mis en voix à la radio sur France-Culture.
Il a collaboré à divers magazines - dont La Quinzaine littéraire -, journaux et revues où il exerça une importante activité de critique littéraire. Il est membre du comité de la revue Europe, du comité de rédaction de la revue En attendant Nadeau et collabore au Monde diplomatique.
Il se distingue également par son activité de formateur et d’animateur d’ateliers d’écriture.
Il est aussi collagiste. Il a exposé en 2025 au Musée-Galerie Carnot à Villeneuve-sur-Yonne
Il a été couronné par le Prix Tristan-Tzara en 1990.

## Publications
- Le pain aux alouettes, Temps Actuels, 1982
- Chatila, Actes Sud, 1986
- Le commun des mortels, Actes Sud, 1990
- Chroniques d’inquiétude, Actes Sud, 1994
- Tags, Maurice Nadeau, 1994
- Toutes voix confondues, Maurice Nadeau, 1998,
- Polyptyque de la dame à la glycine, Actes Sud, 2000
- Pris dans les choses (1985-2002), Obsidiane, 2003
- Ouvrier le chant, Jean-Michel Place, 2004
- Maélo, L’idée bleue, 2006
- Atlantides, BIPVAL Action Poétique éditions, 2008
- Autoportrait au soleil couchant, Obsidiane, 2011
- En passant, Obsidiane, 2019.
- Rue Chair et Foins, Tarabuste, 2022.

## Récompenses
- Prix Tristan-Tzara 1991 pour Le Commun des mortels[5]
- Prix des Découvreurs de la ville de Boulogne-sur-Mer en 1999[6]
- Prix Max-Jacob 2012 pour Autoportrait au soleil couchant[7]